# Dammarie-sur-Saulx
Dammarie-sur-Saulx è un comune francese di 390 abitanti situato nel dipartimento della Mosa nella regione del Grand Est.

## Storia
Il villaggio si è costituito intorno al 1080 sulle terre dell'ordine benedettino associato con l'abbazia di Cluny, che erano state donate dal locale signore Geoffroy III di Joinville.

### Simboli
Lo stemma è stato creato nel 2011 da Robert André Louis, con la consulenza della commissione araldica dell’Union des Cercles Généalogiques Lorrains e adottato ufficialmente nel giugno del 2015.
Il giglio di giardino fa riferimento alla Madonna (Dame Marie) a cui è dedicata la parrocchia e rappresenta un'arma parlante per il toponimo Dammarie.
Il bordone da priore ricorda che qui nel 1080 venne fondato un priorato di benedettini.
I crogioli testimoniano l’importanza della siderurgia nel territorio comunale.

## Società

### Evoluzione demografica
Abitanti censiti